# Wernberg
Wernberg (szlovénül Vernberk) osztrák község Karintia Villachvidéki járásában. 2016 januárjában 5587 lakosa volt.

## Elhelyezkedése

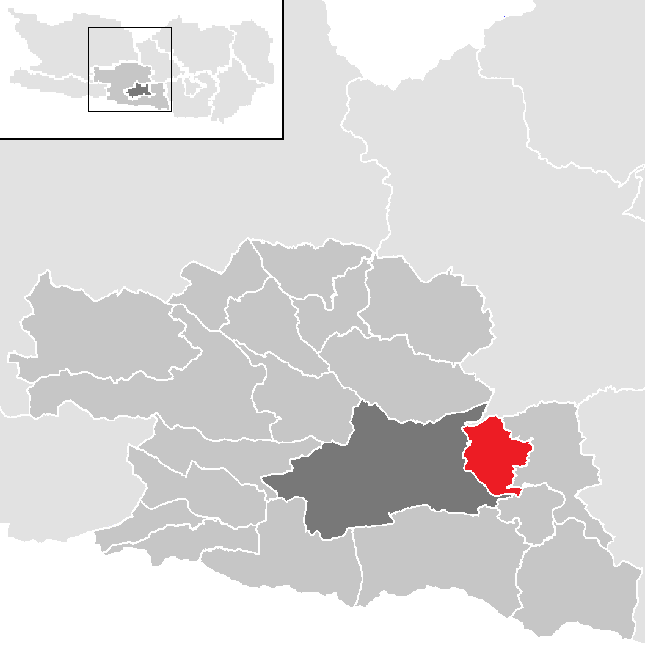
Wernberg a Villachvidéki járásban

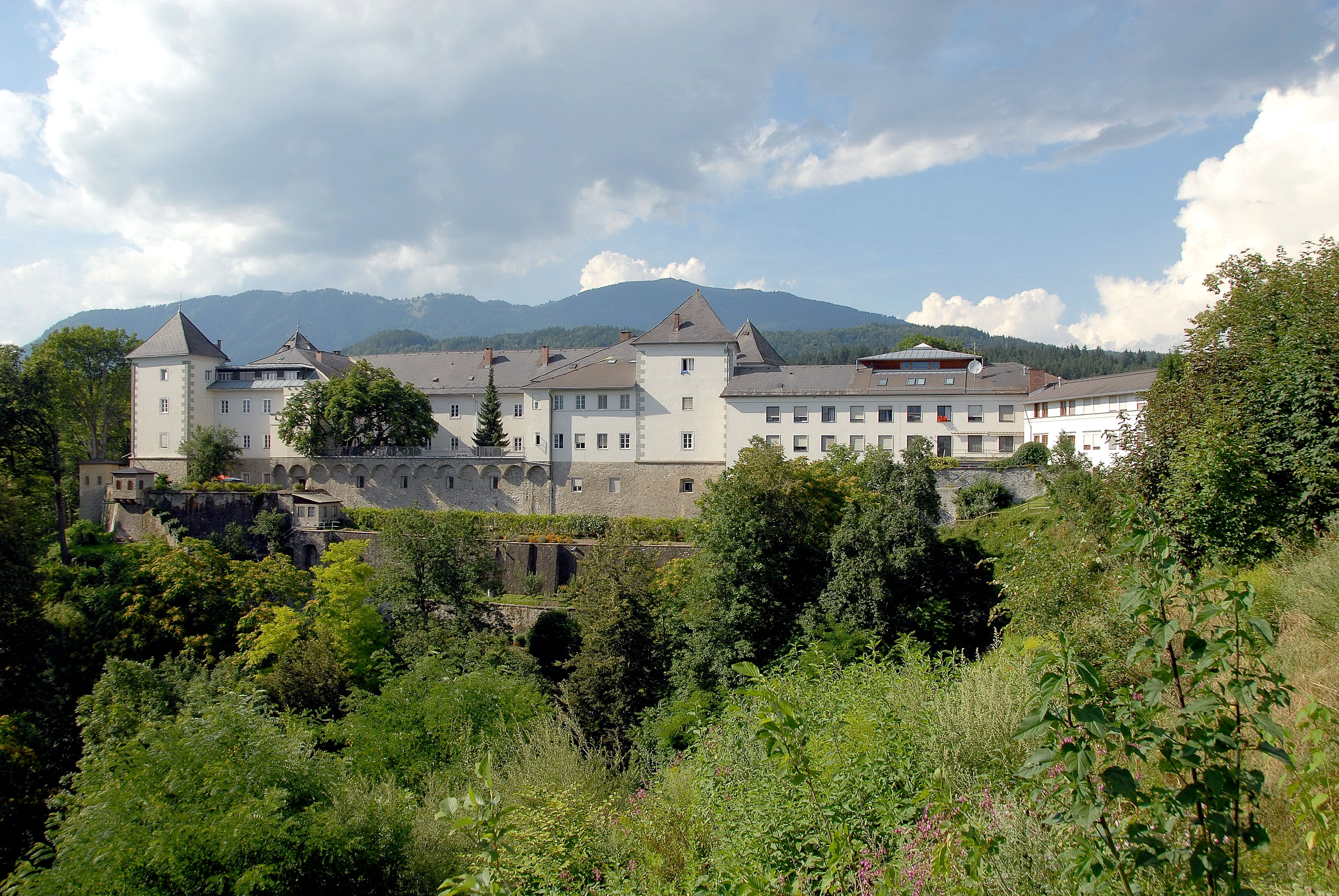
A wernbergi vár (ma kolostor)

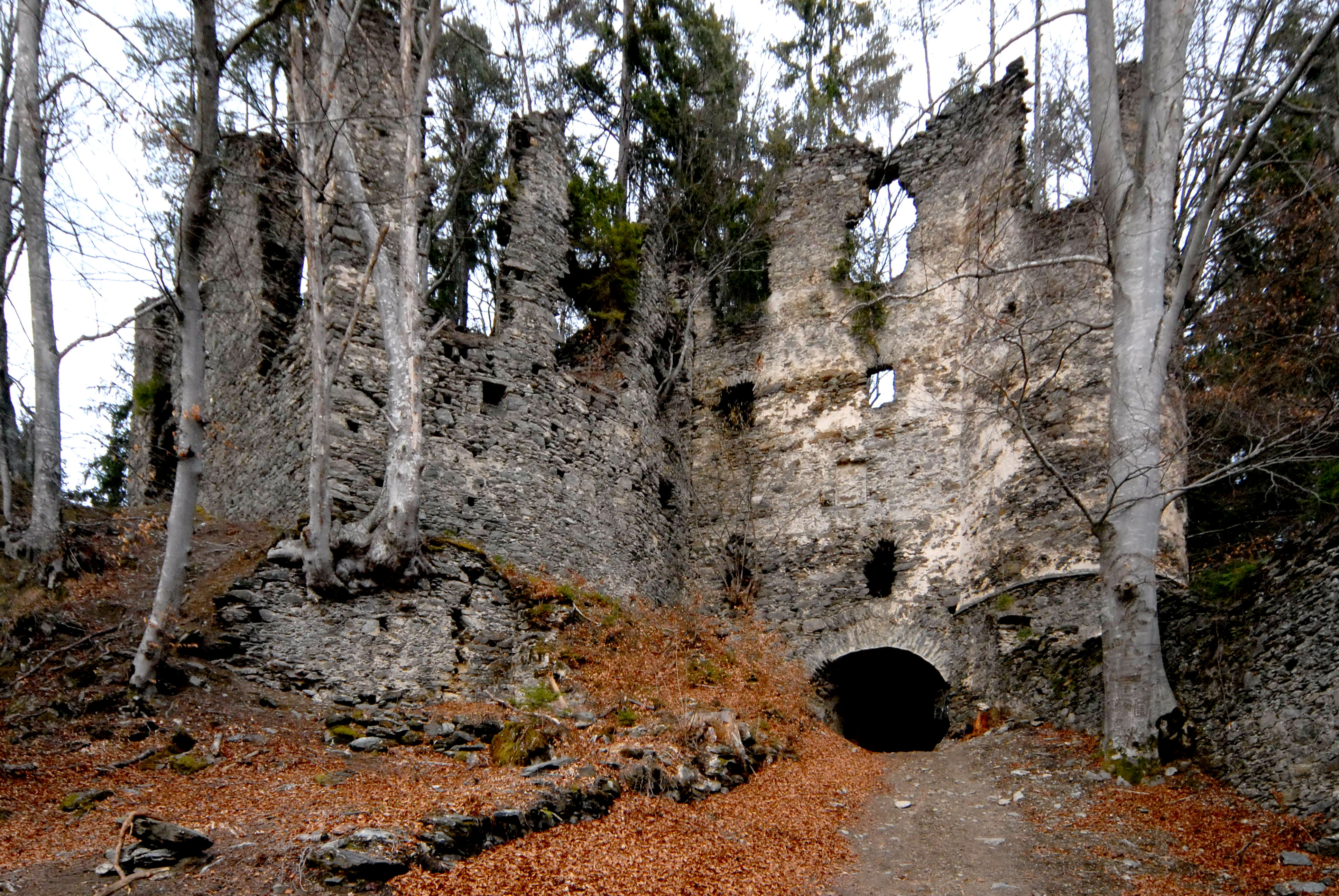
Eichelberg várának romjai

Wernberg Karintia déli részén fekszik, Villachtól keletre, az Ossiachi-Tauern hegységben. Északról az Ossiachi-tó, keleten a Wörthi-tó, délen a Faaki-tó található a közelében. Az önkormányzat 24 falut és egyéb települést fog össze: Damtschach (255 lakos), Dragnitz (73), Duel (190), Föderlach I (1034), Föderlach II (73), Goritschach (426), Gottestal (171), Kaltschach (500), Kantnig (78), Kletschach (44), Krottendorf (182), Lichtpold (244), Neudorf (276), Ragain (134), Sand (109), Schleben (30), Stallhofen (196), Sternberg (81), Terlach (152), Trabenig (275), Umberg (312), Wernberg (592), Wudmath (64), Zettin (36).
A környező települések: keletre Velden am Wörther See, délre Rosegg, nyugatra Villach, északra Ossiach.

## Története
Wernberg területe már az ókorban is lakott volt; Sternbergben, Föderlachban és Gottestalban római eredetű épületeket és domborműveket találtak.
Sternberg várát először egy 1170/1180-as oklevélben említik, magát Wernberget pedig 1227-ben, amikor vár a bambergi püspök birtokába került és egyúttal elpusztult a közelben lévő Dráva-híd.
Az önkormányzat 1850-ben jött létre a landskroni adókörzet katasztrális községeiből. 1865-ben csatlakozott Umberg. 1922-ben módosították a község határait; területe egy részét átadta Villachnak, egyúttal Velden és Rosegg felé terjeszkedett is.

## Lakossága
A wernbergi önkormányzat területén 2016 januárjában 5587 fő élt, ami jelentős növekedést jelent a 2001-es 4837 lakoshoz képest. Akkor a helybeliek 94,8%-a volt osztrák, 1,7% német, 1% boszniai, 0,9% horvát állampolgár. 77,3 római katolikusnak, 11,7% evangélikusnak, 0,8% mohamedánnak, 0,4% ortodox kereszténynek, 8,2% pedig felekezet nélkülinek vallotta magát. A szlovén nyelvű kisebbség 1951-ben még a lakosok egyötödét tette ki, 2001-re azonban arányuk 1%-ra csökkent.

## Látnivalók

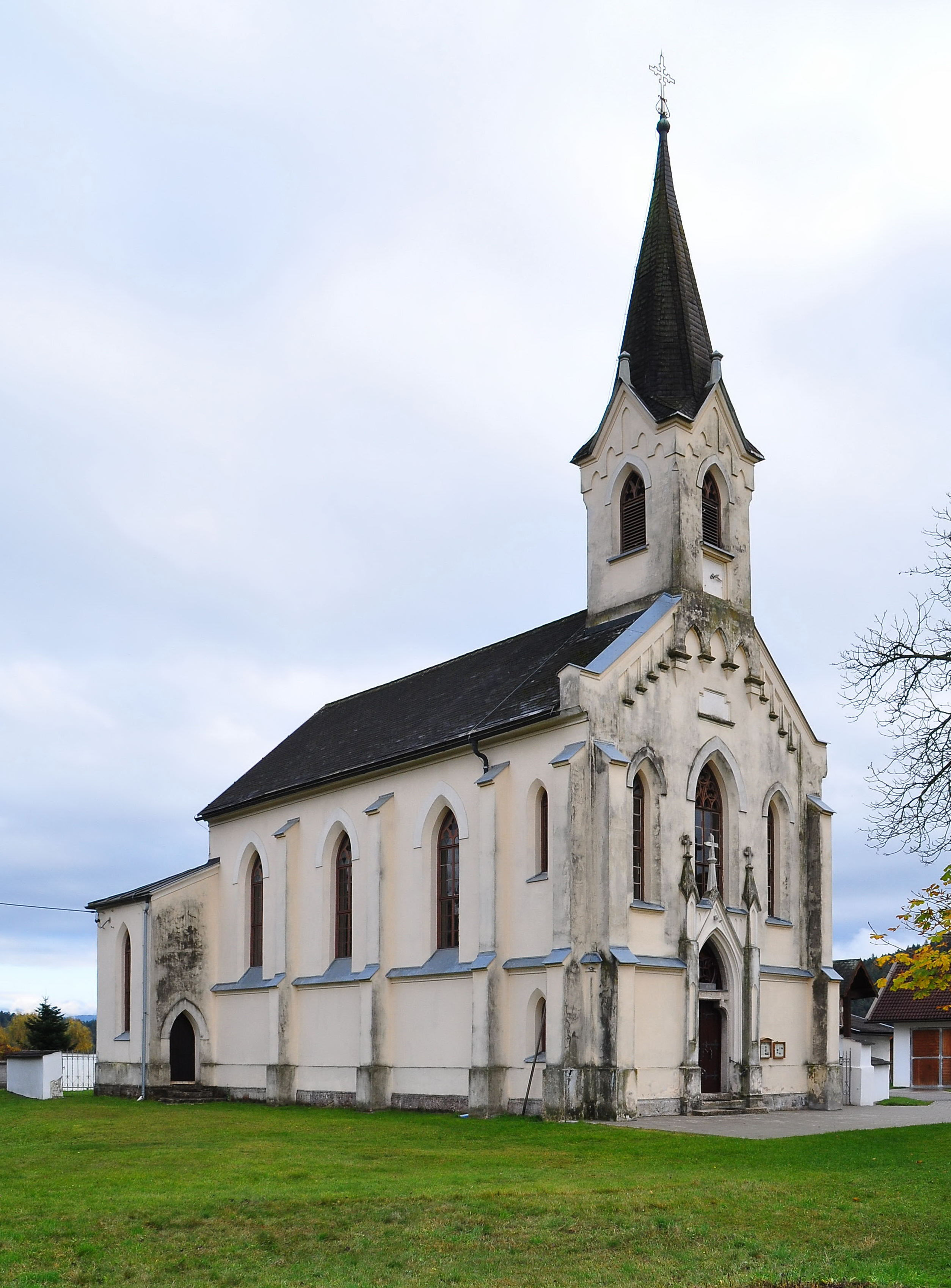
A föderlachi Szt. István-templom

- a wernbergi vár reneszánsz stílusban épült, ma a Jézus vére missziós nővérek kolostora működik benne
- Sternberg várának romjai
- a damtschachi kastély
- Eichelberg várának romjai Umbergben
- Gottestal temploma
- a damtschachi Keresztelő Szt. János-templom
- a föderlachi Szt. István-templom
- Sternberg temploma
- Kantnig Szt. Péter és Pál-temploma
- négyszögletes kelta földvár és kultuszhely maradványai Terlachtól északra

## Fordítás
- Ez a szócikk részben vagy egészben  a   Wernberg (Kärnten) című német Wikipédia-szócikk ezen változatának fordításán alapul.  Az eredeti cikk szerkesztőit annak laptörténete sorolja fel. Ez a jelzés csupán a megfogalmazás eredetét és a szerzői jogokat jelzi, nem szolgál a cikkben szereplő információk forrásmegjelöléseként.